# Подвал под баранами
Подвал под баранами (пол. Piwnica pod Baranami) — кабаре в Кракове, Польша. Начало свою работу 26 мая 1956 года. Находится в подвале здания под названием «Дворец под баранами» на Главной площади, дом № 27.
Кабаре создано группой молодых краковских художников и актёров под руководством актёра Петра Скшинецкого (1930—1997). Среди учредителей был композитор Кшиштоф Пендерецкий. Автором сценографии и литературным руководителем кабаре была Янина Гарыцкая (1920—1997). В кабаре выступали джазовые ансамбли Кшиштофа Комеды и Анджея Курылевича. В 1960-х годах к коллективу кабаре присоединились певица Эва Демарчик, композитор  Зыгмунт Конечный и другие актёры, композиторы и авторы текстов. С начала 1970-х годов в кабаре выступает Алексей Авдеев. В отличие от других кабаре, «Подвал под баранами» характеризовал артистический беспорядок, неожиданная импровизация. Кроме поэзии актёры декламировали с серьёзными лицами интервью со снохой Первого Секретаря ПОРП, описание размножения улиток из старой энциклопедии, «Песнь песней Соломона» или «Балладу о чудесном рождестве Болеслава III Кривоустого». Конферанс вёл всегда Пётр Скшинецкий, в чёрной шляпе с пёрышком и с колокольчиком в руке.
К числу гостей кабаре принадлежали  Анджей Вайда,  Анна Дымна, Славомир Мрожек, Чеслав Милош и Агнешка Осецкая. В 1997 году после кончины двух ведущих личностей кабаре — Петра Скшинецкого и Янины Гарицкой — кабаре вступило в сложный период своего существования, но старается продолжать свои полувековые традиции.